# Bathurst Harbour
Der Bathurst Harbour ist eine Bucht im Südwesten des australischen Bundesstaates Tasmanien.

## Lage
Die natürliche Bucht liegt von der Westküste und der Südküste der Insel aus jeweils etwa 20 km im Landesinneren. Mit dem westlich, an der Küste, gelegenen Port Davey, und damit mit der offenen See ist der Bathurst Harbour durch einen natürlichen Kanal verbunden. Von Norden münden in die Bucht der Old River und der North River, von Süden der Ray River. In den Kanal zum Port Davey mündet von Norden her der Spring River.
Durch seine Lage weit im Landesinneren ist der Bathurst Harbour vom Seegang der Roaring Forties gut geschützt.

## Besiedelung und Zugang
Der Bathurst Harbour liegt vollständig im Southwest-Nationalpark. Bis auf ein paar Einsiedler leben dort keine Menschen. Südlich der Bucht, am Ende eines rund sechs Kilometer langen Fjords, liegt die Malaleuca Ranger Office & Bird Observatory, ein Stützpunkt für Nationalparkranger und eine Vogelbeobachtungsstation.
Es gibt in diesem Gebiet keinerlei Straßen, aber der Fernwanderweg Port Davey Track überquert den Bathurst Harbour und führt zur Rangerstation. Für die Überquerung der Bucht stehen Ruderboote zur Verfügung. Über den Fernwanderweg sind im Norden das Südufer des Lake Pedder und im Osten der Huon River und das South East Cape erreichbar.

## Panorama

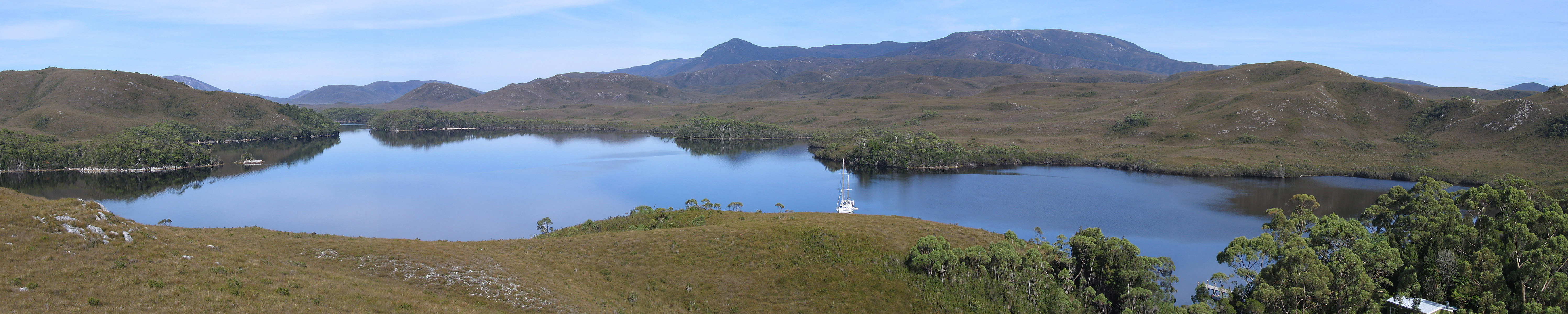
Bathurst Harbour Panorama